# Antesica
Antesica è una frazione di Langhirano, in provincia di Parma.
La località dista 6,43 km dal capoluogo.

## Geografia fisica
Antesica sorge in posizione collinare sulla sponda sinistra del torrente Parma. Della frazione fa parte anche la piccola località di Ronciliano, collocata leggermente più a valle dell'abitato.

## Origini del nome
La località, indicata fino al XIX secolo anche come "Antesiga" e "Antisica", era nota in epoca medievale come Antisica Castrum, dal castello che vi sorgeva.

## Storia
L'insediamento di Antesica fu fondato dai Longobardi lungo il percorso della strada delle cento miglia, risalente all'epoca romana.
Risalgono al 958 le più antiche testimonianze dell'esistenza del borgo, nominato in alcune pergamene rinvenute a Reggio nell'Emilia, che menzionano inoltre un certo Atto o Attone di Canossa, primo cugino del bisnonno di Matilde di Canossa Adalberto Atto detto "Attone" e legato alla vicina località di Isola di Reno di Tizzano, dal quale potrebbero aver avuto origine gli Attoni della Val Parma (poi Iattoni o Jattoni di Beduzzo) e forse anche quelli di Pavullo nel Frignano.
Il castello fu probabilmente edificato all'incirca in quegli anni; i primi proprietari dei quali si conservi ancora qualche notizia furono Teuzone, poi nominato vescovo di Reggio Emilia, ed Eunardo o Eunonardo da Antesica, menzionati in documenti del 972 per la loro partecipazione a un placito a Carpi.
Il borgo e numerose località dei dintorni furono nominati nel 999 e nel 1004 in atti notarili relativi ad alcune compravendite che interessarono i signori di Antesica Auteclerio del fu Giovanni e Guido del fu Adamo; nel 1016 fu menzionato anche l'originario oratorio dedicato a san Michele Arcangelo foris castro Antisica, alienato da Everardo degli Attoni da Antesica, il cui figlio Atto nel 1037 acquistò da Guido buona parte del suo patrimonio; nel 1072 Everardo, figlio di Atto, lasciò infine i suoi beni al monastero di San Prospero di Reggio, all'abbazia di San Giovanni Evangelista, al monastero di Sant'Uldarico e alla diocesi di Parma.
Probabilmente nel XIV secolo il feudo passò nelle mani dei Rossi, ma intorno al 1400 risultava appartenere ai duchi di Milano Visconti. Nel 1402, approfittando della morte di Gian Galeazzo, Lodovico da Palù o della Palude occupò il maniero, ma pochi giorni dopo Pier Maria I de' Rossi lo conquistò e lo restituì a Giovanni Maria Visconti; temendo tuttavia che in realtà il Rossi stesse pianificando di rimpadronirsene dopo aver cacciato i milanesi da Parma, l'anno seguente i parmigiani lo rasero al suolo.
Nel 1452 l'imperatore del Sacro Romano Impero Federico III d'Asburgo investì, forse senza alcun effetto, i da Correggio del castello di Antesica, unitamente a numerosi altri del Parmense e del Reggiano.
Nel 1464 Pier Maria II de' Rossi assegnò nel testamento Cozzano, con Antesica e Mazza, al figlio Bernardo, che tuttavia premorì al padre; Pier Maria destinò quindi al figlio Guido il feudo, ma la guerra dei Rossi del 1482 impedì la successione e le terre passarono infine al vescovo di Parma, feudatario di Langhirano.
In seguito all'abolizione napoleonica dei diritti feudali del 1805, Antesica divenne frazione del nuovo comune (o mairie) di Langhirano.

## Monumenti e luoghi d'interesse

### Chiesa di San Michele Arcangelo

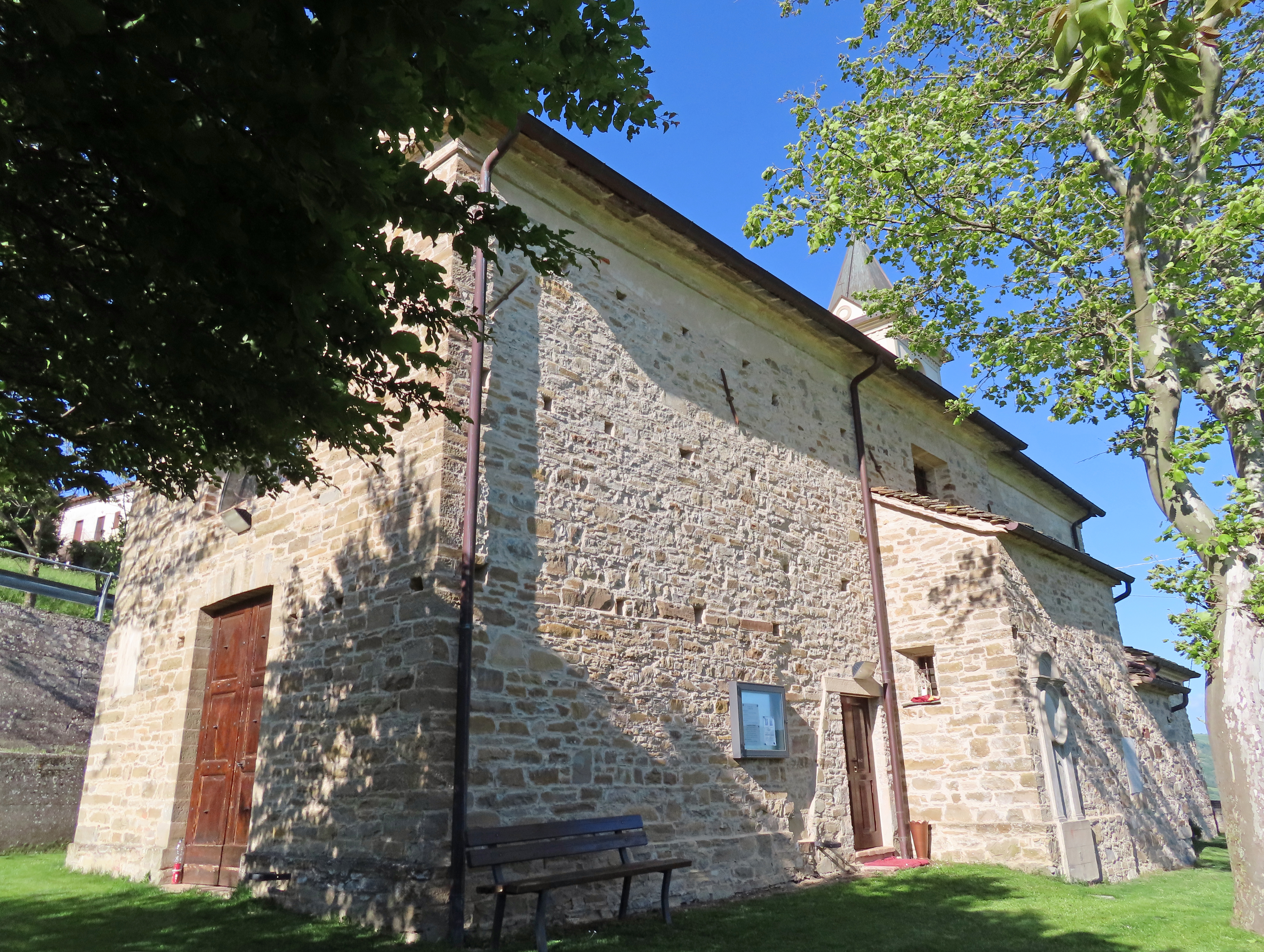
Chiesa di San Michele Arcangelo

Edificata originariamente in epoca altomedievale dai Longobardi quale oratorio esterno al castello, la chiesa, menzionata per la prima volta nel 1230, fu chiusa al culto nel 1579 in quanto minacciata da una frana; ristrutturata in stile neoclassico nella seconda metà del XVIII secolo, fu restaurata tra il 2009 e il 2011; il luogo di culto, rivestito esternamente in arenaria, è affiancato da due cappelle laterali.

### Castello

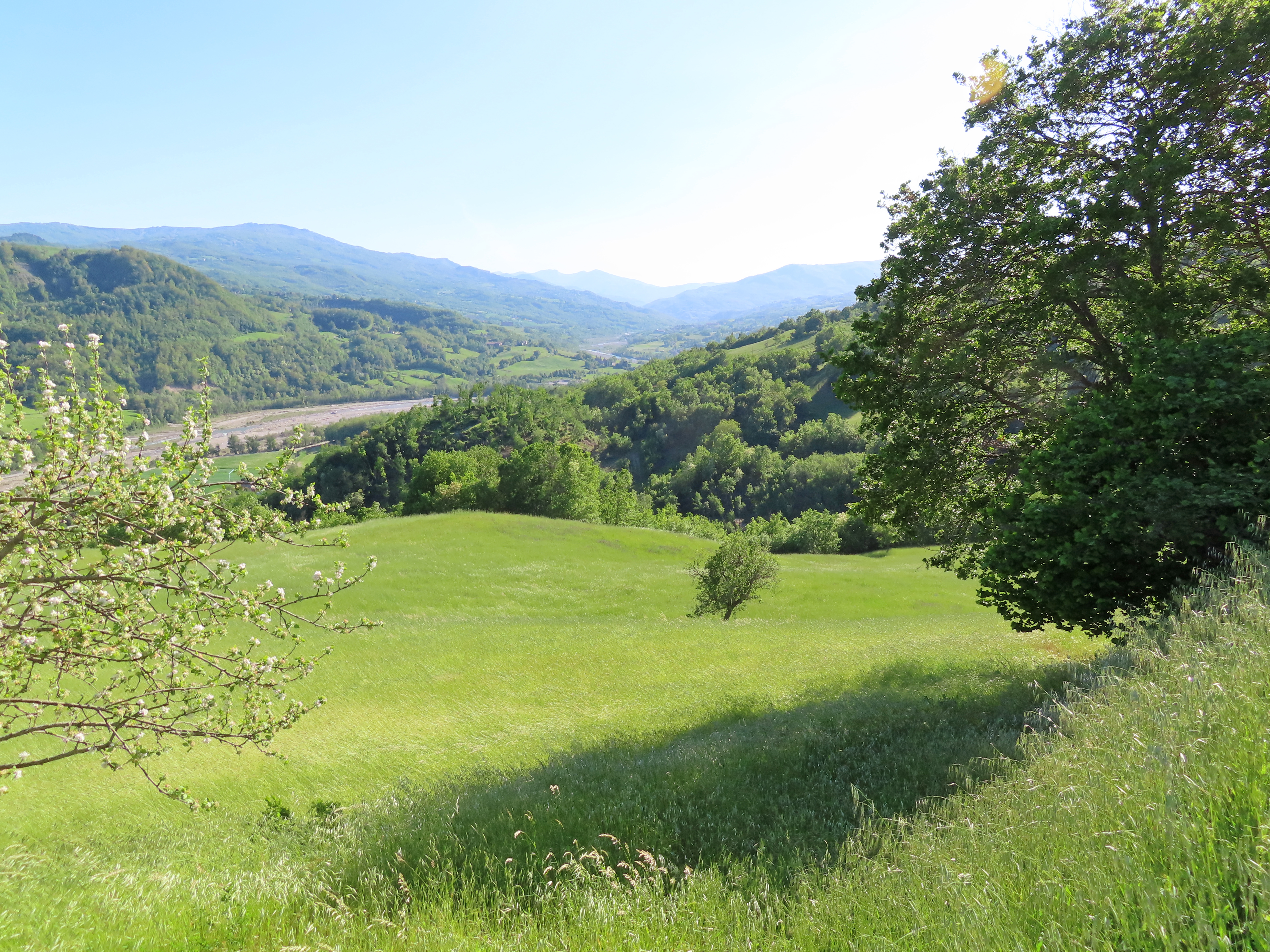
Collina su cui sorgono i ruderi del castello

Costruito intorno alla metà del X secolo dalla famiglia da Antesica, il castello fu lasciato in eredità nel 1072 al monastero di San Prospero di Reggio e all'abbazia di San Giovanni Evangelista di Parma; acquisito dai Rossi probabilmente nel XIV secolo e intorno al 1400 dai Visconti, nel 1402 fu occupato da Lodovico da Palù e riconquistato da Pier Maria I de' Rossi, che lo restituì ai milanesi; demolito dai parmigiani nel 1403 per evitare che cadesse ancora in mani rossiane, fu assegnato nel 1452 ai da Correggio; destinato nel 1464 da Pier Maria II de' Rossi al figlio Guido, passò in seguito alla guerra dei Rossi del 1482 al vescovo di Parma; completamente abbandonato, si ridusse a pochi ruderi sparsi, sepolti dalla fitta boscaglia.